# برايان نوغينت
برايان نوغينت (بالإنجليزية: Brian Nugent)‏ هو دراج بريطاني، ولد في 1 نوفمبر 1978 في Cookstown ‏ في المملكة المتحدة.